# Keith Closs
Keith Mitchell Closs jr. (Hartford, 3 aprile 1976) è un ex cestista statunitense, professionista nella NBA e in Cina.

## Statistiche

### College
| Anno      | Squadra          | PG | PT | MP   | TC%  | 3P%  | TL%  | RP  | AP  | PRP | SP  | PP   |
| --------- | ---------------- | -- | -- | ---- | ---- | ---- | ---- | --- | --- | --- | --- | ---- |
| 1994-1995 | CCSU Blue Devils | 26 | 22 | 29,3 | 55,3 | 15,4 | 53,6 | 7,4 | 1,0 | 0,5 | 5,3 | 10,2 |
| 1995-1996 | CCSU Blue Devils | 28 | 23 | 31,6 | 51,9 | 29,4 | 64,5 | 9,3 | 1,2 | 0,5 | 6,4 | 13,5 |
| Carriera  | Carriera         | 54 | 45 | 30,5 | 53,3 | 23,3 | 60,1 | 8,4 | 1,1 | 0,5 | 5,9 | 11,9 |

### NBA

#### Regular Season
| Anno      | Squadra       | PG  | PT | MP   | TC%  | 3P% | TL%  | RP  | AP  | PRP | SP  | PP  |
| --------- | ------------- | --- | -- | ---- | ---- | --- | ---- | --- | --- | --- | --- | --- |
| 1997-1998 | L.A. Clippers | 58  | 1  | 12,8 | 44,9 | -   | 59,7 | 2,9 | 0,3 | 0,2 | 1,4 | 4,0 |
| 1998-1999 | L.A. Clippers | 15  | 0  | 5,8  | 52,2 | 0,0 | 80,0 | 1,7 | 0,0 | 0,2 | 0,6 | 2,1 |
| 1999-2000 | L.A. Clippers | 57  | 6  | 14,4 | 48,7 | 0,0 | 59,0 | 3,1 | 0,4 | 0,2 | 1,3 | 4,2 |
| Carriera  | Carriera      | 130 | 7  | 12,7 | 47,1 | 0,0 | 60,6 | 2,9 | 0,3 | 0,2 | 1,3 | 3,9 |

## Palmarès
- Campione USBL (2001)
- Migliore nella percentuale di tiro USBL (2003)
- Miglior stoppatore CBA (2005)